# Willy-Brandt-Haus

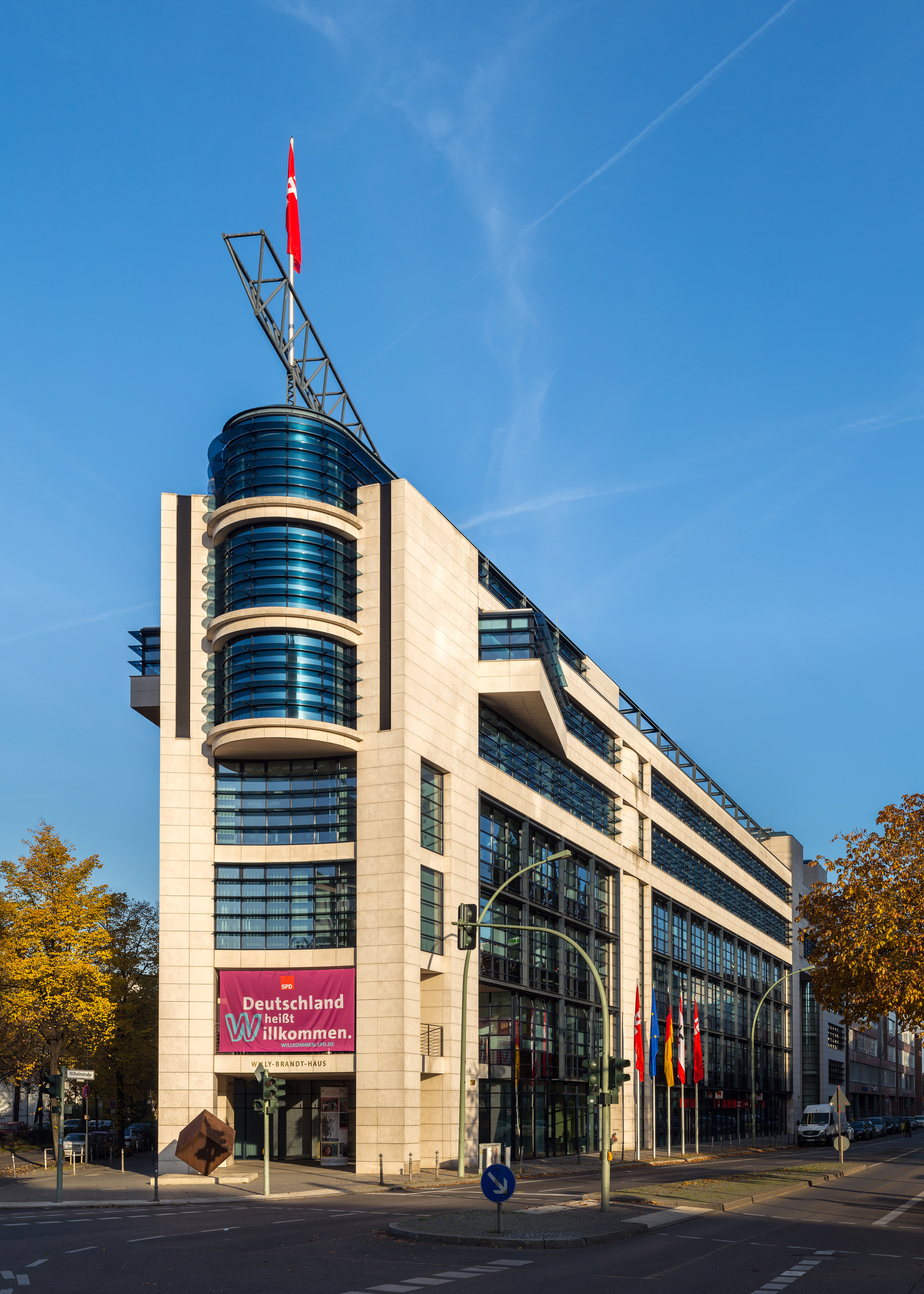
Blick aus Richtung Landwehrkanal, rechts die Wilhelmstraße, Oktober 2015

Das Willy-Brandt-Haus in Berlin ist seit 1999 Sitz der Bundeszentrale der Sozialdemokratischen Partei Deutschlands (SPD) und befindet sich im Ortsteil Kreuzberg an der Wilhelmstraße 140 Ecke Stresemannstraße 28 in unmittelbarer Nachbarschaft des Mehringplatzes. Es ist nach Willy Brandt benannt, der von 1957 bis 1966 Regierender Bürgermeister von West-Berlin, von 1964 bis 1987 SPD-Parteivorsitzender und von 1969 bis 1974 deutscher Bundeskanzler war. Die Grundsteinlegung erfolgte 1993.

## Vorgeschichte

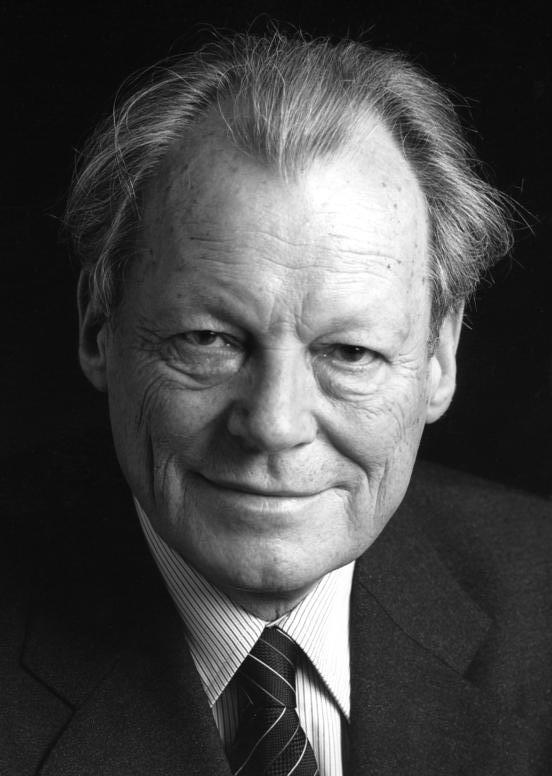
Willy Brandt, 1980

Im Jahr nach der deutschen Wiedervereinigung wurde 1991 mit dem Hauptstadtbeschluss der Umzug des Deutschen Bundestags und wesentlicher Teile der Bundesregierung nach Berlin entschieden. In der Folge wollte die SPD auch ihre Parteizentrale möglichst rasch vom Bonner Erich-Ollenhauer-Haus in die neue Bundeshauptstadt verlegen. Gesucht wurde ein Standort in der Nähe der historischen Adresse Lindenstraße 3 in Berlin-Kreuzberg. Hier – im „Lindenhof“ – waren ab 1914 der Parteivorstand, die Parteischule und parteieigene Betriebe der SPD untergebracht, bis es nach der „Machtergreifung“ 1933 von SA-Truppen besetzt wurde. Das NS-Regime eignete sich später das Gebäude an und im Zweiten Weltkrieg wurde es so stark zerstört, dass es 1962 abgerissen werden musste.

## Gebäude
Die Parteileitung kaufte 1992 das 3225 m² große Eckgrundstück für einen Neubau ihrer Bundeszentrale. Für dieses Areal hatte der Architekt Helge Bofinger schon im Rahmen der Internationalen Bauausstellung 1984/1987 (IBA) den preisgekrönten Entwurf eines Wohn- und Geschäftshauses geliefert, das allerdings nicht gebaut worden war. Die Absicht war seinerzeit, in der durch zahlreiche Brachflächen und eine zusammenhanglose, qualitätsarme Nachkriegsbebauung gekennzeichneten Umgebung in der südlichen Friedrichstadt einen möglichst anregenden Akzent zu setzen. Bofingers damaliger Entwurf deckte sich weitgehend mit den Vorstellungen der neuen Bauherren. Die Pläne wurden, wo nötig, dem veränderten Nutzungsprofil angepasst und in nur zweijähriger Bauzeit umgesetzt. Am 10. Mai 1996 erfolgte die Einweihung des nach seinem langjährigen Vorsitzenden benannten Willy-Brandt-Hauses. Der offizielle Einzug des Parteivorstands fand am 25. Juli 1999 statt.

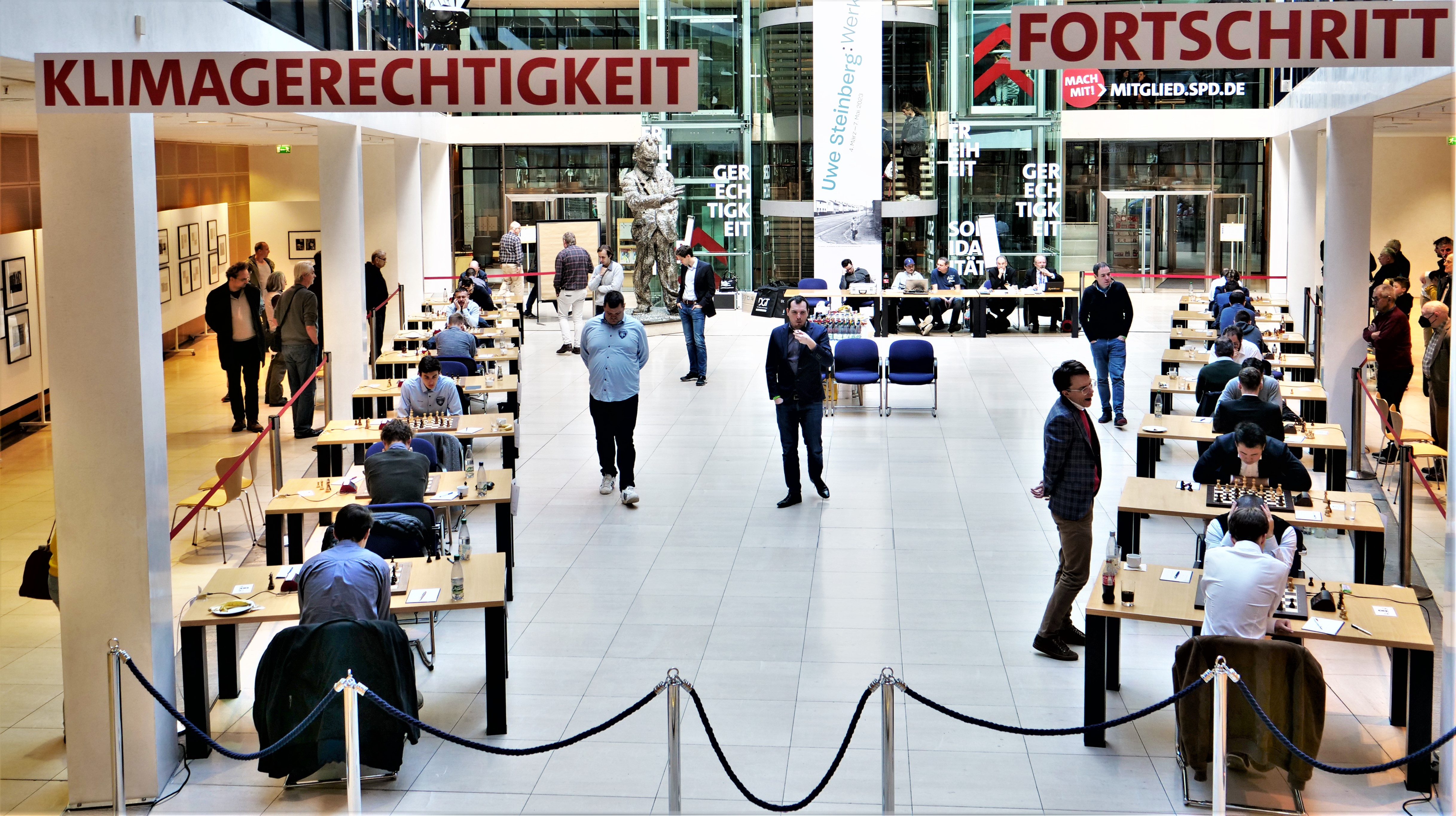
Schachbundesliga am 2. April 2023 zu Gast im Willy-Brandt-Haus

Auf einem spitz zulaufenden Grundstück war ein siebengeschossiger Bau entstanden, die Traufhöhe von 22 Metern war eine jahrelange Vorgabe des Magistrats bzw. des Senats, sie ist der Umgebung angepasst. Stilistisch zeigt das Haus deutliche Anklänge an die Klassische Moderne, es erinnert an bekannte Bauten der 1920er und frühen 1930er Jahre. Wesentliche verbaute Materialien sind Glas, heller Kalkstein und blau schimmerndes Metall. Ein ausgefeiltes ökologisches Konzept führt zu einem geringen Energieverbrauch, zu reduzierten Emissionen und zur Nutzung natürlicher Ressourcen beispielsweise durch ein teilweise begrüntes Dach mit 300 m² Solarzellen. Eine Passage, die Stresemann- und Wilhelmstraße verbindet, führt in ein haushohes, verglastes Atrium und weiter, über Treppen und gläserne Aufzüge, zu den verschiedenen Ebenen des Gebäudes. Das Willy-Brandt-Haus ist als offenes Haus konzipiert. Für kulturelle Aktivitäten – Kunstausstellungen und dergleichen – sind geeignete Flächen und Räume vorgesehen. Im Erdgeschoss befinden sich Ladengeschäfte und gastronomische Einrichtungen. In der fünften Etage hat der Parteivorsitzende sein Büro, und ganz oben in der Spitze des Gebäudes, hinter halbrunder Glasfront, liegt der große Präsidiumssaal. Mehr als 60.000 Besucher kommen jährlich.

## Skulpturen

Willy-Brandt-Denkmal (Foto: 2018)

Ein vielbeachtetes Detail ist das überlebensgroße bronzene Willy-Brandt-Denkmal im Atrium des Hauses. Diese Arbeit des Malers und Bildhauers Rainer Fetting ist 3,40 Meter hoch und über 500 Kilo schwer. Zahlreiche Besucher lassen sich vor der Skulptur fotografieren. Bei Anlässen von öffentlichem Interesse, Pressekonferenzen zum Beispiel, gerät sie unvermeidlich ins Blickfeld der Kameras. Der Künstler Gerhard Richter kritisierte Fettings Skulptur 2005 im Spiegel. Sie sehe „wie ein Zombie aus. Aber die Genossen stellen sich blind und glauben, es sei moderne Kunst, mit der sie da Willy Brandt ehren.“
Für den Willy-Brandt-Park in Stockholm fertigte Fetting eine kleinere Kopie der Skulptur im Willy-Brandt-Haus an.

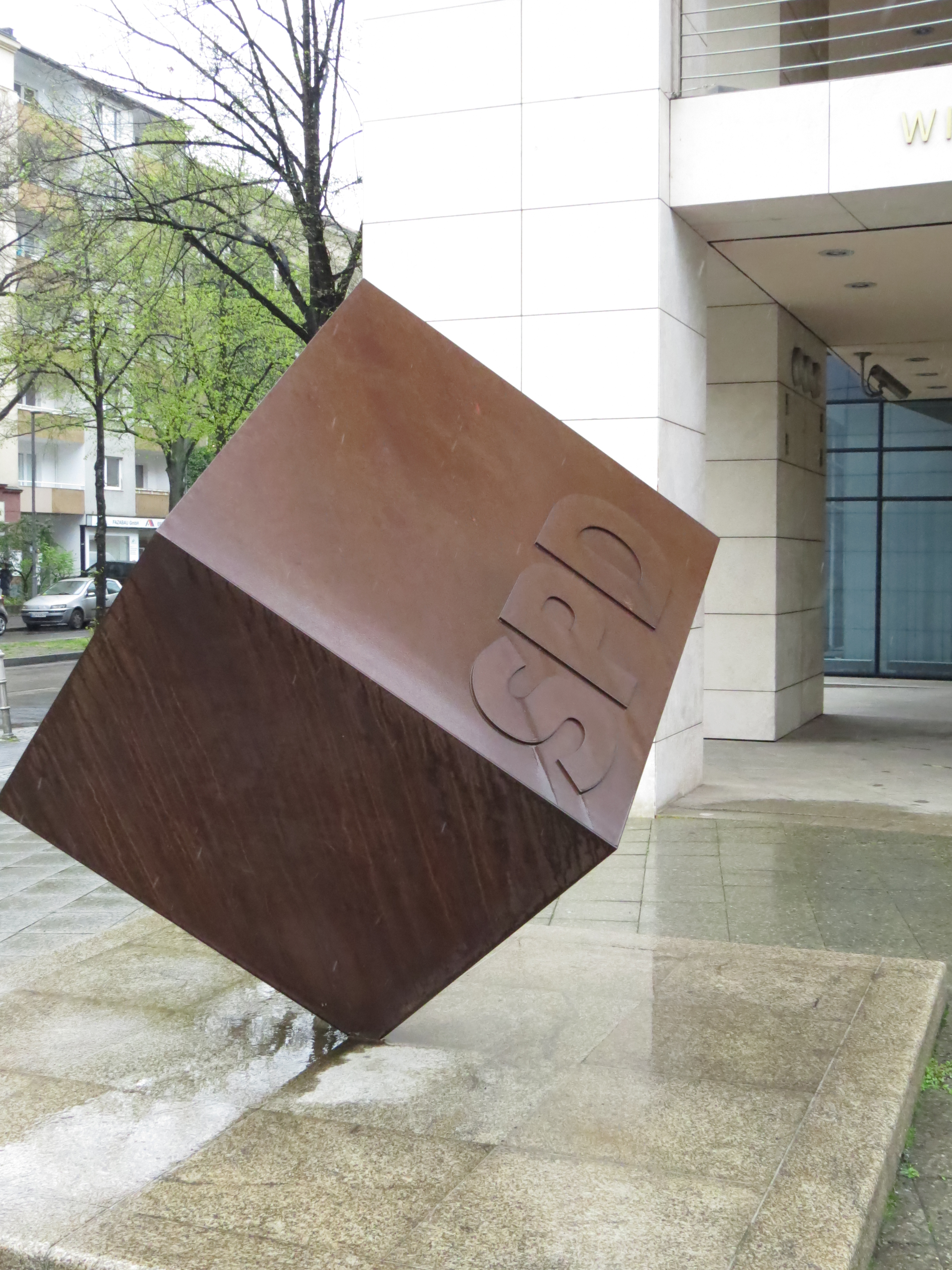
SPD-Würfellogo nachgestaltet (Foto: 2021)

Im Auftrag der Partei entstand im Jahr 2011 als auffälliger Schmuck ein Cortenstahl-Würfel mit den Buchstaben ‚S‘, ‚P‘ und ‚D‘, der auf der Spitze stehend, vor dem Haupteingang auf dem Fußweg Platz fand. Die Herstellung erfolgte nach einem Entwurf der mit dem Bau beauftragten Architekten Bofinger und Partner lag in den Händen der Berliner Firma Fittkau Metallbau und Kunstschmiede. Die Aufstellung vor einer spiegelnden Wandfläche im öffentlichen Raum führt auch zu einem spiegelverkehrten Anblick.